# Jack Harlan
Jack Rodney Harlan (Washington D.C., 7 juni 1917 - New Orleans, 26 augustus 1998) was een Amerikaanse botanicus.

## Biografie
Harlan werd geboren als de jongste zoon van Harry Vaughn en Augusta Griffing Harlan. Zijn vader werkte als wetenschapper voor het United States Department of Agriculture (USDA) tussen 1920 en 1944 aan onderzoek naar gerst. Zo woonde het gezin na de Eerste Wereldoorlog enkele jaren in Frankrijk waar Harry betrokken was bij de wederopbouw. Tijdens het zesde internationale congres voor genetica dat in 1932 in Ithaca werd gehouden, logeerde Nikolaj Vavilov bij het gezin en leerde Jack de beroemde botanicus kennen.
Harlan haalde zijn B.S. in 1938 aan de George Washington-universiteit en zijn Ph.D. in 1942 bij George Ledyard Stebbins aan de Universiteit van Californië - Berkeley. In 1938 trouwde hij ook metJean Yocum, met wie hij vier kinderen kreeg. Hij werkte korte tijd voor de Tela Rail Road Company in Honduras en van 1942 tot 1951 in Woodward voor de USDA. Van 1951 tot 1966 was hij professor landbouwkunde aan de Oklahoma State University in Stillwater en van 1966 tot 1984 professor plantengenetica aan de Universiteit van Illinois te Urbana-Champaign.
Harlan deed veldonderzoek naar planten in Afrika, Azië en Latijns-Amerika. Hij leidde in 1948 een onderzoek in Turkije, Syrië, Libanon en Irak en in 1960 een onderzoek in Iran, Afghanistan, Pakistan, India en Ethiopië waarbij zaden werden meegenomen naar de Verenigde Staten. Ook was hij betrokken bij archeologisch onderzoek.

## Genencentra
Vavilov had de genencentra waar domesticatie van planten plaats zou hebben gevonden center of origin genoemd, maar Harlan gaf de voorkeur aan de term center of diversity aangezien  domesticatie niet noodzakelijk was opgetreden in het gebied waar de wilde variant gevonden werd:
Domestication may not have taken place where the wild cereals were most abundant. Why should anyone cultivate a cereal where natural stands are as dense as a cultivated field? If wild cereal grasses can be harvested in unlimited quantities, why should anyone bother to till the soil and plant the seed?
Door fossiele planten en zaden te onderzoeken, kan achterhaald worden welke eigenschappen van het uiteindelijke domesticatiesyndroom deze bevatten en welke niet. Daarmee werd duidelijk dat voordat de huidige gewassen over hun volledige set van eigenschappen beschikten, er vele tussenstadia waren in een langdurig multiregionaal proces. Harlan stelde in 1995:
First, we will not and cannot find a time or place where agriculture originated. We will not and cannot because it did not happen that way. Agriculture is not the result of a happening, an idea, an invention, discovery or instruction by a god or goddess. It emerged as a result of long periods of intimate coevolution between plants and man. Animals are not essential; plants supply over 90% of the food consumed by humans. The coevolution took place over millennia and over vast regions measured in terms of thousands of kilometers. There were many independent tentatives in many locations that fused over time to produce effective food production systems. Origins are diffuse in both time and space.
Daarbij was niet elk gebied met veel diversiteit een oorsprongsgebied en bleken er veel microcentra te zijn. Hij maakte verder onderscheid tussen wilde, getolereerde, gestimuleerde en gedomesticeerde planten.
De oorspronkelijke zoektocht naar de locatie waar landbouw is ontstaan, maakt dan ook steeds meer plaats naar zoektochten naar de plaatsen van cultivatie van individuele gewassen, wat veelal plaatsvond millennia voordat er sprake was van landbouw. Elk gewas heeft daarbij zijn eigen geschiedenis:
A center must be established one crop at a time [...]
Ondanks die nadruk op individuele gewassen zag Harlan drie centra, elk aangevuld met wat hij een non-centrum noemde in zijn artikel Agricultural Origins: Centers and Noncenters uit 1971. Non-centra zijn daarbij gebieden van 5000 tot 10.000 kilometer groot. In 1975 kwam hij in Geographic Patterns of Variation in Some Cultivated Plants  tot vijf verschillende geografische patronen:
- endemisch, gewas dat een duidelijk oorsprongsgebied heeft en alleen daar voorkomt, zoals Guinea-gierst
- semi-endemisch, gewas dat een duidelijk oorsprongsgebied heeft en in beperkte mate daarbuiten voorkomt, zoals Afrikaanse rijst
- mono-centrisch, gewas dat een duidelijk oorsprongsgebied heeft en wijdverbreid daarbuiten voorkomt, zoals arabica-koffie
- oligo-centrisch, gewas dat een duidelijk oorsprongsgebied heeft, wijdverbreid daarbuiten voorkomt en meerdere centra van diversiteit heeft, zoals gewone tarwe
- non-centrisch, gewas dat wijdverbreid voorkomt, maar geen duidelijk oorsprongsgebied of centra van diversiteit heeft, zoals sorgo

Harlan zag echter de beperkingen van deze classificatie. In de praktijk kan het moeilijk zijn om gewassen met een zeer gevarieerd verleden goed in te delen. David Harris bekritiseerde in 1990 het verband dat Vavilov en na hem Harlan hadden gelegd tussen soortenrijkdom, centra van oorsprong van cultuurgewassen en vroege landbouw. Ook had hij kritiek op de voorstelling van centra die van elkaar gescheiden waren. Harris betreurde het vooral dat hierdoor het meeste onderzoek plaatsvond in de zogenaamde centra, daarmee de zogenaamde non-centra verwaarlozend. Hij benadrukte dan ook het belang om inderdaad de geschiedenis van individuele gewassen te bestuderen. Harlan benadrukte dit tegen die tijd ook. Dit onderzoek kwam daarna inderdaad op gang.

## Publicaties
- 1956: Theory and Dynamics of Grassland Agriculture, Van Nostrand
- 1976: Crops and Man, American Society of Agronomy
- 1976, Origins of African Plant Domestication, Mouton Publishers, editor met Jan M.J. De Wet en Ann Stemler
- 1995: The Living Fields. Our Agricultural Heritage, Cambridge University Press